# Campionati del Mediterraneo under 23 di atletica leggera 2018
I Campionati del Mediterraneo under 23 di atletica leggera 2018 si sono svolti a Jesolo, in Italia, dal 9 al 10 giugno 2018 presso lo Stadio Armando Picchi.

## Risultati

### Uomini
| Specialità                | Oro                                                                   | Prestazione            | Argento                                                                     | Prestazione             | Bronzo                                                                       | Prestazione            |
| Corse piane               |                                                                       |                        |                                                                             |                         |                                                                              |                        |
| 100 m vento: +1,1m/s      | Amaury Golitin                                                        | 10"07                  | Frederico Curvelo                                                           | 10"37                   | Ryan Zézé                                                                    | 10"47                  |
| 200 m vento: +0,3 m/s     | Charles Renard                                                        | 21"10                  | Thomas Manfredi                                                             | 21"13                   | Simone Tanzilli                                                              | 21"22                  |
| 400 m                     | Mohamed Fares Jlassi                                                  | 45"55                  | Daniele Corsa                                                               | 45"78                   | Slimane Moula                                                                | 45"96                  |
| 800 m                     | Gabriel Tual                                                          | 1'50"41                | Riadh Chninni                                                               | 1'50"56                 | Benjamin Robert                                                              | 1'50"89                |
| 1500 m                    | Iskander Jhinaoui                                                     | 3'47"37                | Ignacio Fontes                                                              | 3'48"29                 | Mohamed-Amin El Bouajaji                                                     | 3'48"90                |
| 5000 m                    | Jimmy Gressier                                                        | 14'35"85               | Tariku Novales                                                              | 14'39"57                | Ahmed Jaziri                                                                 | 14'42"97               |
| 10000 m                   | Alessandro Giacobazzi                                                 | 30'18"10               | Ahmed Ouhda                                                                 | 30'30"84                | Sezgin Ataç                                                                  | 31'04"51               |
| Ostacoli                  |                                                                       |                        |                                                                             |                         |                                                                              |                        |
| 110 m ostacoli vento: m/s | Junior Effa Effa                                                      | 13"97                  | Amine Bouanani                                                              | 14"01                   | Francesco Ferrante                                                           | 14"02                  |
| 400 m ostacoli            | Matteo Beria                                                          | 50"52                  | Wilfried Happio                                                             | 50"65                   | Javier Delgado                                                               | 50"82                  |
| 3000 m siepi              | Alexis Phelut                                                         | 8'55"89                | Mohamed Amin Jhinaoui                                                       | 8'57"74                 | Ahmed Abdelwahed                                                             | 9'00"01                |
| Marcia 10000 m            | Stefano Chiesa                                                        | 41'09"10               | Manuel Bermúdez                                                             | 41'14"24                | Gianluca Picchiottino                                                        | 42'16"60               |
| Salti                     |                                                                       |                        |                                                                             |                         |                                                                              |                        |
| Salto in lungo            | Filippo Randazzo                                                      | 7,88 m vento: +1,1 m/s | Gabriele Chilà                                                              | 7,82 m vento: +2,0m/s   | Daniel Solis                                                                 | 7,81 m vento: +1,0m/s  |
| Salto triplo              | Quentin Mouyabi                                                       | 16,72 m vento: +1,6m/s | Simone Forte                                                                | 16,47 m vento: -0,3 m/s | Can Özüpek                                                                   | 16,39 m vento: -0,1m/s |
| Salto in alto             | Christian Falocchi                                                    | 2,19 m                 | Stefano Sottile                                                             | 2,19 m                  | Alperen Acet                                                                 | 2,16                   |
| Salto con l'asta          | Alioune Sene                                                          | 5,50 m                 | Thibaud Collet                                                              | 5,40 m                  | Gonzalo Santamaría                                                           | 5,30 m                 |
| Lanci                     |                                                                       |                        |                                                                             |                         |                                                                              |                        |
| Getto del peso            | Leonardo Fabbri                                                       | 19,40 m                | Sebastiano Bianchetti                                                       | 19,31 m                 | Anastasios Latifllari                                                        | 18,90 m                |
| Lancio del disco          | Georgios Koniarakis                                                   | 58,56 m                | Martin Marković                                                             | 56,90 m                 | Edujose Sousa Lima                                                           | 55,98 m                |
| Lancio del martello       | Yann Chaussinand                                                      | 68,93 m                | Giacomo Proserpio                                                           | 66,97 m                 | Tiziano Di Blasio                                                            | 64,28 m                |
| Lancio del giavellotto    | Manu Quijera                                                          | 74,98 m                | Emin Öncel                                                                  | 74,36 m                 | Ümmet Degirmenci                                                             | 74,31 m                |
| Staffette                 |                                                                       |                        |                                                                             |                         |                                                                              |                        |
| Staffetta 4×100 m         | Francia Amaury Golitin Ryan Zézé Ismail Bedel Charles Renard          | 39"72                  | Italia Antonio Moro Nicholas Artuso Thomas Manfredi Andrei Alexandru Zlatan | 39"89                   | Algeria Mahmoud Hammoudi Amine Bouanani Slimane Moula Mohamed Mahdi Zekraoui | 41"19                  |
| Staffetta 4×400 m         | Italia Mattia Casarico Andrea Romani Edoardo Scotti Giuseppe Leonardi | 3'05"07                | Tunisia Alaeddine Kebsi Hassan Abidi Riadh Chninni Mohamed Fares Jlassi     | 3'08"58                 | Spagna Oriol Madi Darwin Echeverry Adrian Rocandio Manuel Guijarro           | 3'09"78                |

### Donne
| Specialità                     | Oro                                                                          | Prestazione             | Argento                                                                  | Prestazione             | Bronzo                                                             | Prestazione             |
| 100 m vento: +0,7 m/s          | Paula Sevilla                                                                | 11"41                   | Diana Viesman                                                            | 11"59                   | Basant Hemida                                                      | 11"62                   |
| 200 m vento: +1,5 m/s          | Cynthia Leduc                                                                | 23"70                   | Basant Hemida                                                            | 23"89                   | Maroussia Paré                                                     | 24"01                   |
| 400 m                          | Kellya Pauline                                                               | 52"89                   | Rebecca Borga                                                            | 53"40                   | Elisabetta Vandi                                                   | 53"53                   |
| 800 m                          | Elena Bellò                                                                  | 2'04"31                 | Corane Gazeau                                                            | 2'04"69                 | Khadija Benkassem                                                  | 2'08"26                 |
| 1500 m                         | Imane El Bouhali                                                             | 4'22"95                 | Lucía Rodríguez                                                          | 4'24"63                 | Fatma Arik                                                         | 4'29"63                 |
| 5000 m                         | Mathilde Sénéchal                                                            | 16'29"42                | Marta García                                                             | 16'31"39                | Francesca Tomassi                                                  | 16'32"21                |
| 10000 m                        | Nicole Svetlana Reina                                                        | 35'27"66                | Rebecca Lonedo                                                           | 35'59"51                | Nuran Satilmis                                                     | 36'18"80                |
| Ostacoli                       |                                                                              |                         |                                                                          |                         |                                                                    |                         |
| 100 m ostacoli vento: +2,2 m/s | Laura Valette                                                                | 13"11                   | Elisa Maria Di Lazzaro                                                   | 13"22                   | Nicla Mosetti                                                      | 13"26                   |
| 400 m ostacoli                 | Rebecca Sartori                                                              | 57"43                   | Nina Brino                                                               | 58"11                   | Lucie Kudela                                                       | 58"11                   |
| 3000 m siepi                   | Adva Cohen                                                                   | 9'57"37                 | Sumeyye Erol                                                             | 10'11"15                | Gulnaz Uskun                                                       | 10'14"69                |
| Marcia 10000 m                 | Lidia Sanchez-Puebla                                                         | 45'13"73                | Chahinez Nasri                                                           | 45'50"19 ~              | Edna Barros                                                        | 46'05"42                |
| Salti                          |                                                                              |                         |                                                                          |                         |                                                                    |                         |
| Salto in lungo                 | Evelise Veiga                                                                | 6,26 m vento: -0,9 m/s  | Fátima Diame                                                             | 6,15 m vento: -1,5 m/s  | Hillary Kapcha                                                     | 6,06 m vento: -1,9 m/s  |
| Salto triplo                   | Fátima Diame                                                                 | 13,83 m vento: +0,6 m/s | Evelise Veiga                                                            | 13,65 m vento: +0,3 m/s | Ilonis Guillaume                                                   | 13,45 m vento: +0,4 m/s |
| Salto in alto                  | Erika Furlani                                                                | 1,86 m                  | Sara Aščić                                                               | 1,80 m                  | Saleta Fernández                                                   | 1,76 m                  |
| Salto con l'asta               | Eleni-Klaoudia Polak                                                         | 4,35 m                  | Monica Clemente                                                          | 4,30 m                  | Mallaury Sauterau                                                  | 4,30 m                  |
| Lanci                          |                                                                              |                         |                                                                          |                         |                                                                    |                         |
| Getto del peso                 | Emel Dereli                                                                  | 18,12 m                 | Sydney Giampietro                                                        | 15,97 m                 | Eliana Bandeira                                                    | 15,69 m                 |
| Lancio del disco               | Daisy Osakue                                                                 | 58,49 m                 | Kristina Rakočević                                                       | 55,11 m                 | Estel Valeanu                                                      | 51,26 m                 |
| Lancio del martello            | Audrey Ciofani                                                               | 64,87 m                 | Camille Saint-Luce                                                       | 64,47 m                 | Sara Fantini                                                       | 61,38 m                 |
| Lancio del giavellotto         | Eda Tuğsuz                                                                   | 57,23 m                 | Carolina Visca                                                           | 52,25 m                 | Theodora Arampatzi                                                 | 51,39 m                 |
| Staffette                      |                                                                              |                         |                                                                          |                         |                                                                    |                         |
| Staffetta 4×100 m              | Francia Caroline Chaillou Cynthia Leduc Maroussia Pare Sarah Richard-Minghas | 44"39                   | Italia Aurora Berton Moillet Kouakou Alessia Carpinteri Vittoria Fontana | 44"40                   | Spagna Anna Obradors Bianca Acosta Paula Sevilla Isabel Shili Grau | 45"28                   |
| Staffetta 4×400 m              | Italia Alice Mangione Elisabetta Vandi Rebecca Borga Virginia Troiani        | 3'37"88                 | Francia Nina Brino Kellya Pauline Lucie Kudela Laurine Xailly            | 3'41"62                 | non assegnata                                                      | non assegnata           |

## Medagliere
| Posizione | Paese      | Oro | Argento | Bronzo | Totale |
| --------- | ---------- | --- | ------- | ------ | ------ |
| 1         | Francia    | 16  | 6       | 8      | 30     |
| 2         | Italia     | 13  | 15      | 9      | 37     |
| 3         | Spagna     | 4   | 7       | 6      | 17     |
| 4         | Tunisia    | 2   | 4       | 1      | 7      |
| 5         | Turchia    | 2   | 2       | 7      | 11     |
| 6         | Portogallo | 1   | 2       | 3      | 6      |
| 7         | Israele    | 1   | 1       | 1      | 3      |
| 8         | Grecia     | 1   | 0       | 2      | 3      |
| 9         | Marocco    | 1   | 0       | 1      | 2      |
| 10        | Cipro      | 1   | 0       | 0      | 1      |
| 11        | Croazia    | 0   | 2       | 0      | 2      |
| 12        | Algeria    | 0   | 1       | 2      | 3      |
| 13        | Egitto     | 0   | 1       | 1      | 2      |
| 14        | Montenegro | 0   | 0       | 1      | 1      |
| Totale    | Totale     | 42  | 42      | 41     | 125    |